# Muhlenberg College
Pour les articles homonymes, voir Muhlenberg.
Muhlenberg College est une université privée d'arts libéraux située à Allentown, en Pennsylvanie. Fondée en 1848, le Muhlenberg College est affiliée à l'Église évangélique luthérienne d'Amérique et porte le nom de Henry Melchior Muhlenberg, l'organisateur de l'Église luthérienne en Amérique.

## Historique
Le Muhlenberg College a été créé en 1848 sous le nom de Séminaire d'Allentown par le révérend Samuel K. Brobst, un pasteur luthérien. Le révérend Christian Rudolph Kessler a été le premier enseignant et administrateur de l'école. Entre 1848 et 1867, le collège a fonctionné sous les noms de Allentown Seminary, d'Allentown Collegiate and Military Institute et d'Allentown Collegiate Institute. En 1867, le collège a déménagé dans l'ancien manoir de James Allen, le fils de William Allen, Trout Hall, et il a été renommé Muhlenberg College en l'honneur Henry Melchior Muhlenberg, l'organisateur de l'Église luthérienne en Amérique. Son arrière-petit-fils, le révérend Frederick Augustus Muhlenberg, a été président du collège de 1867 à 1876. En 1905, le collège a déménagé sur son site actuel, un terrain de 20 hectares situé dans la banlieue ouest d'Allentown.
En 1910, constatant qu'il y avait un besoin de cours du soir dans la région, le Muhlenberg College a commencé à proposer des cours dans le cadre d'une « école du samedi pour les enseignants ». Ces offres de formation pour adultes ont évolué au fil des ans et sont à présent regroupées sous le nom de « W. Clarke Wescoe School of Professional Studies ».

## Campus actuel
Le campus actuel du Muhlenberg College s'étend sur 33 hectares, dans un quartier résidentiel du West End d'Allentown. Le campus comprend de nombreux bâtiments. La partie centrale du campus est un espace vert qui incorpore des œuvres d'art, dont « Victor's Lament»  de Mark di Suvero.
« Academic Row », l'axe principal de circulation, s'étend sur toute la longueur du quadrilatère principal du collège et est classiquement centré sur le bâtiment historique de la bibliothèque, maintenant le Haas College Center, qui a été construit entre 1926 et 1929. La tour Miller, avec son dôme et sa tour caractéristique qui surplombe le Haas College Center, a été inspirée par la Tom Tower conçue par Christopher Wren pour l'Université d'Oxford. Elle porte le nom de David A. Miller (promotion 1894), fondateur du journal The Morning Call d'Allentown. L'Institut de sondages du Muhlenberg College s'associe à l'Allentown Morning Call pour publier des enquêtes sur les préférences et les tendances des Pennsylvaniens, en particulier dans la vallée de Lehigh.
En 1988, le collège a ouvert la bibliothèque Harry C. Trexler, du nom de l'industriel local Harry Clay Trexler. La bibliothèque abrite plus de 310 000 volumes et 360 000 microformes sur le campus, et a accès à plus de 1,75 million de livres grâce au prêt interbibliothèques. À côté de la bibliothèque Trexler se trouve le Baker Center for the Arts conçu par Philip Johnson, qui abrite la Martin Art Gallery. La Martin Art Gallery possède une collection permanente de plus de 3 000 œuvres d'art et organise fréquemment des expositions d'œuvres d'artistes étudiants, régionaux et internationaux.
En août 2004, le Life Sports Center s'est agrandi de 3 600 mètres carrés, un ensemble qui comprend un terrain d'entraînement couvert, une salle de sport, un café, des salles et une piscine. En 2007, un nouveau bâtiment scientifique et des résidences supplémentaires ont été inaugurées. En 2010, le Muhlenberg College a agrandi son foyer étudiant, le Seegers Student Union, dont les installations de restauration sont souvent citées comme l'une des meilleures aux États-Unis.
En plus du campus principal, Muhlenberg entretient l'arbortum de 24 hectares   Lee et Virginia Graver Arboretum, situé à environ 40 kilomètres d'Allentown, dans le canton de Bushkill, et une réserve naturelle de 16 hectares, la Raker Wildlife Preserve, située à 25 kilomètres d'Allentown, à Germansville.

## Programme des études

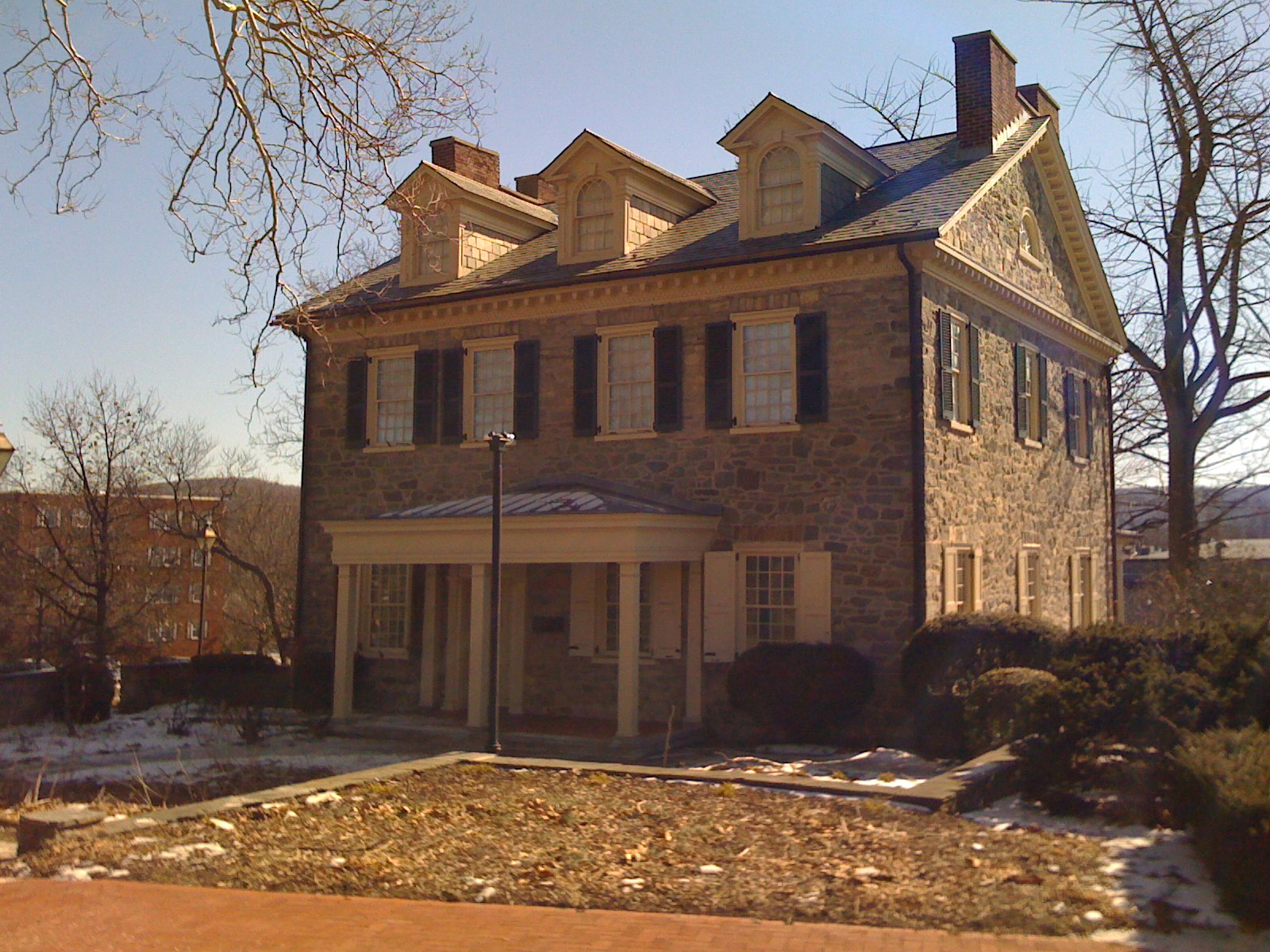
De 1867 à 1905, le Muhlenberg College a été situé à Trout Hall, à Allentown, un manoir construit en 1770. Le campus actuel de Muhlenberg a ouvert ses portes en 1905.

Le Muhlenberg College propose des diplômes de licence axés sur une éducation complète en arts libéraux ainsi que sur des études professionnelles. Environ 85% des professeurs ont un doctorat ou un diplôme similaire dans leurs domaines respectifs. Le ratio étudiants / professeurs était de 11:1 en 2018. Des cursus de licence sont proposés aux les étudiants adultes par la Wescoe School of Continuing Education.
Le collège propose des programmes accélérés, des inscriptions croisées entre les disciplines, une double majeure, un programme de distinction, des études indépendantes, des stages, de l' armée ROTC, une majeure conçue par les étudiants, plus de 160 programmes d'études à l'étranger, une certification des enseignants, un programme d' étudiants en visite / d' échange et un semestre à Washington. . Les offres de programme sont: Arts, Sciences humaines, Sciences sociales, Sciences naturelles. Les sciences naturelles comprennent la physique, la chimie, les sciences biologiques, les mathématiques.

### Admissions et classements
Environ un tiers (32%) des candidats se sont vus offrir l'admission pour l'année universitaire 2016-2017. Environ quatre élèves sur dix (44%) acceptés pour la promotion de première année 2013-2014 faisaient partie des 10% supérieurs de leur promotion de fin d'études secondaires / préparatoires, 69% des 20% supérieurs de leur promotion, et 81% dans le top 30%. Les trois quarts (75%) de la classe des étudiants de première année reçoivent une sorte d'aide financière. Muhlenberg est avant tout un collège régional, 72% des étudiants de première année venant du New Jersey, de Pennsylvanie ou de New York. Cependant, Muhlenberg reçoit une variété de candidats avec des admissions accordées de la côte ouest, y compris des étudiants de Californie, d'Oregon et d'Arizona.
Dans son classement 2020, US News & World Report a classé le collège au 72e rang des collèges nationaux d'arts libéraux. Forbes a classé Muhlenberg 68e sur leur liste des meilleurs collèges d'arts libéraux aux États-Unis. En outre, Princeton Review classe Muhlenberg comme l'un des meilleurs collèges du nord-est, sur un nombre total de 218 écoles choisies, et à partir de 2016, le programme de théâtre du collège a été classé n ° 1 dans le pays, sa nourriture 16e dans la nation, et le collège a été choisi comme l'un des "meilleurs 286 collèges verts" dans le pays en collaboration avec le Green Building Council des États-Unis. Le Muhlenberg College a également été nommé l'un des meilleurs lieux de travail de Lehigh Valley en 2013 

## Sports

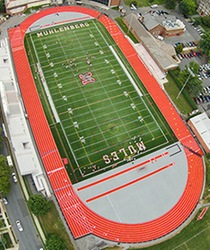
Stade Scotty Wood

Muhlenberg, une école de la division III de la NCAA, participe à 22 sports intercollégiaux et participe à la conférence du centenaire  ainsi qu'à la conférence sportive de l' Eastern College . Le collège a également des équipes de club dans l' union de frisbee ultime et de rugby féminin.
Des équipes masculines et féminines existent pour: le basketball, le cross-country, le golf, la crosse, le football, le tennis et l' athlétisme . En outre, il existe des équipes masculines de baseball, de football et de lutte ; les femmes ont des équipes de softball, de hockey sur gazon et de volleyball.
En 2004, des installations sportives supplémentaires ont été construites à l'ouest du pavillon de campagne. Des courts de tennis mis à jour ont été construits en 2003, ainsi que deux terrains en 1998 et 1997 respectivement. Les équipes de baseball et de softball n'ont pas d'installations sur le campus.

### Football américain
Les équipes sportives du Muhlenberg College sont connues sous le nom de Muhlenberg Mules et concourent dans la division III de la NCAA. 
Le football a été le premier sport universitaire officiel de Muhlenberg, à partir de 1900. Doggie Julian a été l'entraîneur de l'équipe de football à Muhlenberg de 1936 à 1944, avec un record de 56–49–2. Il était également l'entraîneur de l'équipe de basket-ball pendant le même période et l'entraîneur de l'équipe de baseball de 1942 à 1944. En 1946, Ben Schwartzwalder est devenu l'entraîneur de l'équipe de football et dans sa première année a guidé les Mules à un record de 9 victoires et une défaite et à un titre de champion national, après une victoire sur Saint-Bonaventure. L'année suivante, Schwartzwalder mena à nouveau les Mules à 9 victoires et une défaite, avec une seule défaite, pour un point seulement (7-6), contre l'Université Temple. Les Mules ont ensuite décliné une invitation au Tangerine Bowl.
Après le départ de Schwartzwalder pour Syracuse en 1949, les Mules ont disparu du radar national jusqu'à l'arrivée de Mike Donnelly en 1997. Malgré une campagne inaugurale difficile avec 9 défaites pour une victoire, celui-ci a rapidement redressé l'équipe. De 2000 à 2004, les Mules ont remporté cinq championnats consécutifs de la Conférence du centenaire et ont ainsi gagné cinq places consécutives en séries éliminatoires. En 2007, l'équipe a de nouveau remporté la Conférence du centenaire et a obtenu une autre place dans les séries éliminatoires de la NCAA, remportant leur match du premier tour avant de tomber au deuxième tour. Donnelly a ramené son équipe aux séries éliminatoires en remportant à nouveau la Conférence du centenaire en 2008, où ils ont chuté au premier tour, et à nouveau en 2010, avec le même résultat.
Depuis la saison 2000, Muhlenberg a réalisé un score global de 66-28 à la Conférence du centenaire, le deuxième meilleur parmi tous les membres actifs et anciens derrière seulement l'Université Johns-Hopkins. L'équipe de football de Muhlenberg a été championne de la Conférence du centenaire à 7 reprises dans les années 2000.

## Personnalités notables

### Anciens élèves célèbres
- Frank Buchman (1878 – 1961), pasteur luthérien américain, fondateur du Réarmement moral ;
- Frederick Busch (1941 - 2006), écrivain américain ;
- Barbara Crossette (1939 - …), journaliste américaine.
- Emily Wickersham, actrice américaine.

### Professeurs célèbres
- William Dunham (1947 - … ), écrivain et historien des mathématiques américain.